# Koningin Elisabethwedstrijd 2011 (voor zang)
De Koningin Elisabethwedstrijd 2011 (voor zang) was de zevende editie van de Koningin Elisabethwedstrijd voor zang en had plaats tussen 5 en 21 mei 2011. Voor deze editie werden rond de 80 kandidaten geselecteerd voor de eerste ronde.

## Juryleden
De jury stond ook deze keer weer onder voorzitterschap van Arie Van Lysebeth; secretaris van de jury was opnieuw Nicolas Dernoncourt.
In alfabetische volgorde waren de juryleden: Renée Auphan, Teresa Berganza, Marius Brenciu, Grace Bumbry, Marc Clémeur, Peter de Caluwe, Helmut Deutsch, Serge Dorny, Ioan Holender, Raina Kabaivanska, Sophie Karthäuser, Peter Kooij, Tom Krause, Gerard Mortier, Anna Tomowa Sintow, José van Dam en Jard van Nes.

## Eerste ronde (5 - 7 mei)
In de eerste ronde konden de kandidaten hun prestaties tonen door het spelen van twee werken naar keuze (opera-aria's, oratoriumaria's, Lieder of melodieën) uit verschillende tijdperken en in verschillende talen.

## Halve finale (9 - 11 mei)
Na de eerste ronde werden 24 kandidaten geselecteerd voor de halve finale.
Voor de halve finale werd het verplichte werk Speechless song, being many, seeming one van Luc Brewaeys op een sonnet van William Shakespeare door de internationale jury geweigerd wegens te moeilijk.

## Finale (18 – 21 mei)
De volgende 12 finalisten traden in deze volgorde op:
- 18 mei: Clémentine Margaine - Lee EungKwang - Anaïk Morel
- 19 mei: Thomas Blondelle - Hwang Insu - Hong Haeran
- 20 mei: Konstantin Shushakov - Sébastien Parotte - Elena Galitskaja
- 21 mei: Nikola Diskic - Stanislas de Barbeyrac - Elisabeth Zharoff

### Slotconcert
Het slotconcert vond plaats op 9 juni 2011 met de zes prijswinnaars.

## Prijzen
De prijzen werden plechtig uitgereikt door koningin Fabiola, zoals gebruikelijk op de terreinen van de Muziekkapel Koningin Elisabeth, op 25 mei 2011.
- Eerste prijs, Grote Internationale Prijs Koningin Elisabeth, Prijs Koningin Fabiola (€ 25.000): Hong Hae-ran
- Tweede prijs, Prijs van de Belgische Federale Regering, (€ 20.000) met concertaanbiedingen: Thomas Blondelle
- Derde prijs, Prijs Graaf de Launoit (€ 17.000) met concertaanbiedingen: Elena Galitskaja
- Vierde prijs, Prijs van de Gemeenschapsregeringen van België, dit jaar aangeboden door de Franse Gemeenschap (€ 12.500) met concertaanbiedingen: Anaïk Morel
- Vijfde prijs, Prijs van het Brussels Hoofdstedelijk Gewest (€ 10.000) met concertaanbiedingen: Konstantin Shushakov
- Zesde prijs, Prijs van de Stad Brussel (€ 7.000) met concertaanbiedingen: Clémentine Margaine
- Niet gerangschikte laureaten (€ 4000): Stanislas de Barbeyrac, Nikola Diskic, Hwang Insu, Lee EungKwang, Sébastien Parotte, Elisabeth Zharoff